# Aeropuerto Internacional Jinnah
El Aeropuerto Internacional Jinnah (IATA: KHI, OACI: OPKC) es la terminal aérea más grande de Pakistán. Está localizado en la ciudad de Karachi. Recibe su nombre del líder pakistaní Muhammad Ali Jinnah. Es operado por la Autoridad de Aviación Civil de Pakistán, y se encuentra a una altitud de 30 metros sobre el nivel del mar.

## Códigos
- IATA: KHI
- OACI: OPKC

## Sobre el complejo del Aeropuerto
Tiene 16 terminales de pasajeros y la capacidad de manejar 30 aviones al mismo tiempo. Anualmente es utilizado por 10 millones de pasajeros.
Como en muchos países donde la ciudad principal no es la capital, el Gobierno de Pakistán ha diseñado al Aeropuerto Jinnah en Karachi como el aeropuerto más importante de la nación. El aeropuerto de Islamabad, capital de Pakistán, es mucho más pequeño.
Aerolíneas como Airblue, Aero Asia International, Shaheen Air y PIA tienen sus base en este aeropuerto.

## Aerolíneas y destinos
Se da servicio a las siguientes ciudades a marzo de 2020.
| Aerolíneas                      | Destinos |
| ------------------------------- | --- |
| Air Arabia                      | Sharjah |
| Air China                       | Pekín |
| Airblue                         | Islamabad, Lahore, Multán, Yeda |
| Emirates                        | Dubái |
| Etihad Airways                  | Abu Dabi |
| Flydubai                        | Dubái |
| Flynas                          | Yeda |
| Gulf Air                        | Baréin |
| Iran Air                        | Teherán-Imán Jomeini |
| Iraqi Airways                   | Bagdad, Náyaf |
| Jazeera Airways                 | Kuwait |
| Oman Air                        | Mascate |
| Pakistan International Airlines | Bahawalpur, Dammam, Dubái, Faisalabad, Gwadar, Islamabad, Lahore, Londres-Heathrow, Medina, Multán, Peshawar, Quetta, Rahim Yar Khan, Sialkot, Sukkur, Toronto-Pearson, Turbat, Yeda |
| Qatar Airways                   | Doha |
| SalamAir                        | Mascate |
| Saudia                          | Medina, Riad, Yeda |
| SaudiGulf Airlines              | Dammam |
| SereneAir                       | Faisalabad, Islamabad, Lahore, Peshawar, Quetta |
| SriLankan Airlines              | Colombo |
| Thai Airways                    | Bangkok-Suvarnabhumi, Mascate |
| Turkish Airlines                | Estambul |